# Bub1
Bub1 è un gene che codifica una proteina del checkpoint mitotico associata al cinetocore.
L'inattivazione anche temporanea del gene può portare all'insorgenza di un tumore. L'organo a maggior rischio è il colon.